# Gustaf Österlin
Gustaf Bernhard Österlin, född 12 augusti 1885 i Norra Strö, Kristianstads län, död 4 februari 1973 i Lund, var en svensk präst och missionär, far till Lars Österlin.
Österlin blev teologie kandidat vid Lunds universitet 1911 och prästvigdes samma år. Han var sjömanspräst i Rotterdam 1913–1916, sekreterare i Svenska kyrkans missionsstyrelse 1916–1920, organisatör och ledare för Svenska kyrkans missionsföretag i Kina 1920–1931, kyrkoherde i Önnestad 1931–1933, domkyrkokomminister i Lund 1933–1943, kyrkoherde i Svedala och Västra Kärrstorp 1943–1955, ånyo ledare för Svenska kyrkans mission i Kina 1937–1939, prost i Bara kontrakt 1947–1955. Han blev ledamot av Vasaorden 1948. Bland hans skrifter märks uppsatser i missionsämnen, en kyrkohandbok (på kinesiska), riktlinjer för katekumenundervisning (på kinesiska) och en kinesisk översättning av Luthers lilla katekes. Österlin är begravd på Norra kyrkogården i Lund.